# Leucoagaricus crystallifer
Leucoagaricus crystallifer är en svampart som beskrevs av Vellinga 2000. Leucoagaricus crystallifer ingår i släktet Leucoagaricus och familjen Agaricaceae.  Arten är reproducerande i Sverige. Inga underarter finns listade i Catalogue of Life.